# Ина, Кёко
Кёко Ина (яп. 伊奈 恭子 Ина Кё:ко, ромадзи: Kyoko Ina; род. 11 октября 1972 года в Токио, Япония) — американская фигуристка, выступавшая в одиночном и парном катании. В паре с Джоном Циммерманом — трёхкратная чемпионка США (2000—2002), призёр чемпионатов четырёх континентов и мира.

## Карьера
Родилась в Токио, но вскоре её родители переехали в Нью-Йорк. Кататься на коньках Кёко начала в 4 года на катке «Rockefeller Center». Первоначально на международных соревнованиях выступала в одиночном катании и представляла Японию, но с сезона 1989—1990 выступала за США. Позже фигуристка приняла решение перейти в парное катание. Её партнёром стал Джейсон Данджен. В паре с ним она дважды становилась чемпионкой США, многократным призёром этапов серии Гран-при и участвовала в двух Олимпиадах. После 7 совместных сезонов Джейсон завершил карьеру, а Кёко продолжила выступления.
Её новым партнёром стал Джон Циммерман. Ина/Циммерман тренировались в Хакенсаке у Тамары и Игоря Москвиных. Под руководством российских тренеров они трижды выигрывали чемпионат США, неоднократно становились призёрами этапов серии Гран-при, а в 2002 году завоевали бронзу чемпионата мира, после чего завершили карьеру.
После завершения спортивной карьеры принимает участие в различных шоу:
- «Stars on Ice» (2002—2008, 2011);
- «Battle of the Blades» (2010) — в паре с канадским хоккеистом Келли Чейзом.

## Результаты выступлений

### В парном катании

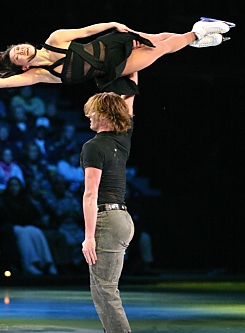
Ина/Циммерман выполняют поддержку «Детройтер»

(с Д. Циммерманом)
| Соревнования/Сезон            | 1998—1999 | 1999—2000 | 2000—2001 | 2001—2002 |
| ----------------------------- | --------- | --------- | --------- | --------- |
| Зимние Олимпийские игры       |           |           |           | 5         |
| Чемпионат мира                | 9         | 7         | 7         | 3         |
| Чемпионат четырёх континентов |           | 2         | 3         |           |
| Чемпионаты США                | 2         | 1         | 1         | 1         |
| Финалы Гран-при               | 5         |           |           | 4         |
| Trophée Lalique               | 2         | 4         | 3         | 2         |
| Skate America                 | 5         | 5         | 4         | 2         |
| Bofrost Cup on Ice            |           |           |           | 2         |
| Cup of Russia                 | 3         |           | 4         |           |
| Skate Canada                  |           | 2         |           |           |

(с Д. Дандженом)
| Соревнования/Сезон      | 1991—1992 | 1992—1993 | 1993—1994 | 1994—1995 | 1995—1996 | 1996—1997 | 1997—1998 |
| ----------------------- | --------- | --------- | --------- | --------- | --------- | --------- | --------- |
| Зимние Олимпийские игры |           |           | 9         |           |           |           | 4         |
| Чемпионат мира          |           |           | 12        | 8         | 6         | 4         |           |
| Чемпионаты США          | 7         | 5         | 2         | 2         | 2         | 1         | 1         |
| Trophée Lalique         |           |           |           | 5         |           |           | 6         |
| Skate America           |           |           | 2         | 5         | 4         |           | 2         |
| NHK Trophy              |           |           |           |           | 4         | 3         |           |
| Nations Cup             |           | 2         | 3         |           | 4         | 3         |           |
| Skate Canada            |           |           |           |           |           | 3         |           |
| Continents Cup          |           |           |           |           |           | 2         |           |
| Мемориал Карла Шефера   |           |           |           |           |           | 1         |           |
| Piruetten               |           |           | 3         |           |           |           |           |

### В одиночном катании

#### за США
| Соревнования/Сезон            | 1989—1990 | 1990—1991 | 1994—1995 |
| ----------------------------- | --------- | --------- | --------- |
| Чемпионаты мира среди юниоров | 5         |           |           |
| Чемпионаты США                | 1 J.      |           | 4         |
| NHK Trophy                    |           | 6         |           |
| Nebelhorn Trophy              | 1         |           |           |

- J = юниорский уровень

#### за Японию
| Соревнования/Сезон             | 1986—1987 |
| ------------------------------ | --------- |
| Чемпионаты мира среди юниоров  | 8         |
| Чемпионат Японии среди юниоров | 1         |